# Buchanania yunnanensis
Buchanania yunnanensis là một loài thực vật có hoa trong họ Đào lộn hột. Loài này được C.Y.Wu mô tả khoa học đầu tiên năm 1979.